# Glitnir Bank
Glitnir Bank – były islandzki bank komercyjny.

## Działalność
Przed wybuchem kryzysu finansowego w 2008 r. Glitnir Bank był trzecim co do wielkości bankiem w Islandii. Wartość jego bilansu pod koniec czerwca 2008 r., tuż przed jego upadkiem, wynosiła 3862 mld ISK.
Główne rynki, na których bank oferował szeroki zakres usług finansowych, w tym usługi bankowości korporacyjnej, bankowości inwestycyjnej, usługi związane z rynkami kapitałowymi, usługi w zakresie zarządzania inwestycjami oraz usługi bankowości detalicznej, były zlokalizowane w Islandii i Norwegii. Glitnir prowadził również działalność w Finlandii, Szwecji, Danii, Zjednoczonym Królestwie, Luksemburgu, Stanach Zjednoczonych, Kanadzie, Chinach i Rosji. Był właścicielem szeregu jednostek zależnych – do najważniejszych z nich należały: Glitnir AB (Szwecja), Glitnir Bank Oyi (Finlandia), Glitnir Bank ASA (Norwegia), Glitnir Bank Luxembourg SA oraz Glitnir Asset Management Luxembourg. Bank prowadził międzynarodową ekspansję w oparciu o dwa sektory przemysłowe: sektor żywności pochodzenia morskiego i zrównoważonej energii.
Akcje banku były notowane na islandzkim rynku regulowanym OMX.

### Upadek
We wrześniu 2008 r. szereg dużych globalnych instytucji finansowych zaczęło doświadczać poważnych trudności. Podczas zawirowań na globalnych rynkach finansowych i po upadku Lehman Brothers we wrześniu 2008 r. trzy największe islandzkie banki komercyjne, które w poprzednich latach odnotowywały wyjątkowo wysoki wzrost, zaczęły doświadczać trudności w refinansowaniu zaciągniętych przez siebie zobowiązań krótkoterminowych oraz trudności związanych z paniką bankową.
W tym okresie Glitnir doświadczał poważnych trudności związanych z finansowaniem prowadzonej przez siebie działalności. Emisja obligacji musiała zostać anulowana z uwagi na brak zainteresowania, sprzedaż aktywów nie została zakończona, a niemiecki bank odmówił przedłużenia dwóch pożyczek o szacunkowej wartości 150 mln EUR.
W dniu 25 września 2008 r. przewodniczący rady nadzorczej Glitnir skontaktował się Bankiem Centralnym Islandii, aby poinformować go, że wskutek konieczności spłaty zaciągniętych pożyczek w październiku, bank odnotowywał bezpośredni deficyt środków w wysokości 600 mln EUR. W dniu 29 września ogłoszono, że rząd Islandii przekaże Glitnir kwotę 600 mln EUR w zamian za 75% kapitału własnego banku.
W bankach islandzkich dokonywano wypłat środków pieniężnych na ogromną skalę nie tylko za granicą, ale również w Islandii. Skala zjawiska wypłacania depozytów w Islandii była na tyle duża, że w pewnym momencie banki islandzkie i bank centralny stanęły przed groźbą niedoboru środków bieżących. W dniu 30 września 2008 r. agencja ratingowa Moody’s obniżyła rating kredytowy Glitnir, doprowadzając tym samym do powstania obowiązku spłaty kolejnych pożyczek. W konsekwencji opublikowano wezwania do uzupełnienia depozytu zabezpieczającego opiewające na kwotę ponad miliarda EUR.
W dniu 7 października 2008 r. Glitnir został zobowiązany do zwrócenia się do Islandzkiego Urzędu Nadzoru Finansowego (FME) z wnioskiem o przejęcie przez niego kontroli nad bankiem.
W celu zapewnienia dalszego funkcjonowania krajowego sektora bankowego władze islandzkie podjęły działania służące przywróceniu niektórych operacji prowadzonych przez (dawny) Glitnir Bank hf, w tym ustanowienie oraz dokapitalizowanie New Glitnir Bank hf (przemianowanego później na Íslandsbanki).